# استفانی سوارز
استفانی سوارز (انگلیسی: Stefany Suárez؛ زادهٔ ۱۳ اوت ۱۹۹۴) بازیکن فوتبال اهل اروگوئه است.
از باشگاه‌هایی که در آن بازی کرده‌است می‌توان به باشگاه فوتبال پنیارول اشاره کرد.
وی همچنین در تیم ملی فوتبال Uruguay بازی کرده‌است.